# رایان کوران
رایان کوران (انگلیسی: Ryan Curran؛ زادهٔ ۱۳ اکتبر ۱۹۹۳) بازیکن فوتبال اهل ایرلند شمالی است. او در باشگاه فوتبال کلیفتون‌ویل در لیگ برتر فوتبال ایرلند شمالی بازی می کند.